# Resolução 32 do Conselho de Segurança das Nações Unidas
Resolução 32 do Conselho de Segurança das Nações Unidas, aprovada em 26 de agosto de 1947, condenou a continuação da violência na Revolução Nacional da Indonésia e perguntou aos ambos os lados (Países Baixos e republicanos da Indonésia) de cumprir os seus compromissos nos termos da Resolução 30 do Conselho de Segurança das Nações Unidas.
Foi aprovada por 10 votos, com a abstenção do Reino Unido.